# Сент-Ріджис-Парк (Кентуккі)
Сент-Ріджис-Парк (англ. St. Regis Park) — місто (англ. city) в США, в окрузі Джефферсон штату Кентуккі. Населення — 1438 осіб (2020).

## Географія
Сент-Ріджис-Парк розташований за координатами 38°13′43″ пн. ш. 85°37′1″ зх. д. / 38.22861° пн. ш. 85.61694° зх. д. (38.228670, -85.616884).  За даними Бюро перепису населення США в 2010 році місто мало площу 0,91 км², з яких 0,91 км² — суходіл та 0,00 км² — водойми.

## Демографія
Згідно з переписом 2010 року, у місті мешкали 1454 особи в 596 домогосподарствах у складі 465 родин. Густота населення становила 1592 особи/км².  Було 605 помешкань (662/км²).
Расовий склад населення:
| - 97,5 % — білих - 1,3 % — чорних або афроамериканців - 0,3 % — азіатів - 0,1 % — корінних американців |

До двох чи більше рас належало 0,5 %. Частка іспаномовних становила 1,5 % від усіх жителів.
За віковим діапазоном населення розподілялося таким чином: 19,4 % — особи молодші 18 років, 59,1 % — особи у віці 18—64 років, 21,5 % — особи у віці 65 років та старші. Медіана віку мешканця становила 49,2 року. На 100 осіб жіночої статі у місті припадало 100,6 чоловіків;  на 100 жінок у віці від 18 років та старших — 96,3 чоловіків також старших 18 років.
Середній дохід на одне домашнє господарство  становив 99 243 долари США (медіана — 80 917), а середній дохід на одну сім'ю — 109 553 долари (медіана — 88 125). Медіана доходів становила 66 250 доларів для чоловіків та 50 750 доларів для жінок. За межею бідності перебувало 4,9 % осіб, у тому числі 11,2 % дітей у віці до 18 років та 6,3 % осіб у віці 65 років та старших.
Цивільне працевлаштоване населення становило 703 особи. Основні галузі зайнятості: освіта, охорона здоров'я та соціальна допомога — 28,3 %, науковці, спеціалісти, менеджери — 12,1 %, роздрібна торгівля — 11,1 %.